# Silny jak nigdy, wkurwiony jak zwykle
Silny jak nigdy, wkurwiony jak zwykle – debiutancki album studyjny polskiego rapera Grubego Mielzky'ego. Wydawnictwo ukazało się 12 października 2012 nakładem wytwórni muzycznej Szpadyzor Records. Gościnnie w nagraniach wzięli udział: Jinx, Diox, DonGURALesko, Bonson i Rak. Za produkcję albumu odpowiedzialni są RakRaczej, Gedz oraz duet The Returners.
W ramach promocji do utworów „Silny jak nigdy, wkurwiony jak zwykle” i „Wstyd” zostały zrealizowane teledyski. 
Nagrania dotarły do 24. miejsca zestawienia OLiS.
W 2022 wydano reedycję albumu z dodanymi dwoma utworami: „Zły” i „Bomby” (wydawca 2020).

## Lista utworów
Opracowano na podstawie materiału źródłowego.
1. „...” (produkcja: The Returners)
2. „Silny jak nigdy, wkurwiony jak zwykle” (produkcja: The Returners)
3. „Żyję normalnie” (produkcja: The Returners, gościnnie: Jinx)
4. „Najlepszy dzień” (produkcja: The Returners)
5. „Brat to brat, wróg to wróg” (produkcja: The Returners)
6. „Hip-hop” (produkcja: The Returners)
7. „Gra zmienia w bestię” (produkcja: RakRaczej, gościnnie: Diox)
8. „Milczenie” (produkcja: The Returners, gościnnie: DonGURALesko)
9. „Nie liczę zysków, strat” (produkcja: The Returners)
10. „X” (produkcja: The Returners)
11. „Wołam Cię” (produkcja: Gedz, gościnnie: Bonson)
12. „Muggsy Bogues” (produkcja: The Returners)
13. „Nie sądzisz Mielzky?” (produkcja: The Returners)
14. „Kocham” (produkcja: The Returners, gościnnie: Rak)
15. „Wstyd” (produkcja: The Returners)
16. „Do codzienności powrót” (produkcja: The Returners)